# Festival de la Canción de Eurovisión 1993
El XXXVIII Festival de la Canción de Eurovisión tuvo lugar el 15 de mayo de 1993 en la pequeña población de Millstreet, Condado de Cork, Irlanda. Concretamente la sede del festival fue el Green Glens Arena, un centro ecuestre cubierto. La presentadora del evento fue Fionnuala Sweeney, siendo Niamh Kavanagh la vencedora con el tema "In Your Eyes".
La disolución de la Europa del Este y la desintegración de Yugoslavia crearon muchos nuevos solicitantes potenciales, lo que según las reglas de la UER suponía celebrar un Festival de Eurovisión con 30 países, lo cual se vio inviable desde el primer momento. Por este motivo, se decidió limitar la participación en Eurovisión a 25 países. Los 23 países participantes en 1992 quedaban automáticamente clasificados para la final, mientras que los 7 países debutantes deberían superar una ronda previa. En dicha ronda previa se repartirían las dos plazas restantes (que acabarían siendo tres por la renuncia de Yugoslavia a participar en Eurovisión). Dicha ronda previa tuvo lugar el 3 de abril en Liubliana, Eslovenia. Junto a los países que consiguieron clasificarse (Eslovenia, Croacia y Bosnia-Herzegovina), participaron igualmente Rumanía, Eslovaquia, Hungría y Estonia.
Al ganar de nuevo Irlanda se igualaba en número de triunfos consecutivos con España (1968, 1969), Luxemburgo (1972,1973) y con las de Israel (1978, 1979). Además, es uno de los pocos países junto con los anteriores y Suiza que han visto ganar a su representante siendo la sede del festival. En segunda posición quedó Reino Unido con 164 puntos, en tercera Suiza con 148, en cuarta Francia con 121 puntos y en quinta posición Noruega con 120 puntos.
Con una población de 1500 habitantes y situado en la campiña irlandesa, Millstreet es la localidad más pequeña que ha acogido Eurovisión en su historia. El propietario del Green Glens Arena escribió a la RTÉ la misma noche de la victoria de Irlanda en la edición de 1992 proponiéndoles el uso gratuito del recinto para acoger el festival. La inusual propuesta recibió el apoyo de autoridades locales y nacionales, así como de empresas de la región. La RTÉ dio el visto bueno tras visitar el Green Glens Arena y comprobar que estaba bien equipado. Las infraestructuras de la localidad fueron renovadas para la ocasión. Sin embargo, las delegaciones participantes se quejaron por tener que alojarse en la ciudad de Cork y tener que trasladarse en autobús o tren para realizar los ensayos, así como por la falta de actividades de ocio en los tiempos de descanso.
El escenario, diseñado por Alan Farquharson, fue una gran plataforma trapezoidal que tocaba en el extremo del fondo una gran estructura pareja suspendida del techo, y bajo la superficie translúcida de ambas estructuras había tubos de neón con los que el escenario cambiaba de colores en cada actuación.

## Países participantes

### Canciones y selección
| País y TV                   | Título original de la canción  | Artista                | Proceso y fecha de selección             |
| País y TV                   | Traducción al español          | Idiomas                | Proceso y fecha de selección             |
| --------------------------- | ------------------------------ | ---------------------- | ---------------------------------------- |
| Alemania ARD                | Viel zu weit                   | Münchener Freiheit     | Elección Interna                         |
| Alemania ARD                | Demasiado lejos                | Alemán                 | Elección Interna                         |
| Austria ORF                 | Maria Magdalena                | Tony Wegas             | Final Nacional, 30-03-1993               |
| Austria ORF                 | -                              | Alemán                 | Final Nacional, 30-03-1993               |
| Bélgica BRT                 | Iemand als jij                 | Barbara Dex            | Eurosong, 06-03-1993                     |
| Bélgica BRT                 | Alguien como tú                | Neerlandés             | Eurosong, 06-03-1993                     |
| Bosnia y Herzegovina RTVBIH | Sva bol svijeta                | Fazla                  | Eurosong BiH, 28-02-1993                 |
| Bosnia y Herzegovina RTVBIH | Todo el dolor del mundo        | Bosnio                 | Eurosong BiH, 28-02-1993                 |
| Chipre CyBC                 | Mi Stamatas                    | Zimboulakis & Van Beke | Final Nacional, 23-03-1993               |
| Chipre CyBC                 | No pares                       | Griego                 | Final Nacional, 23-03-1993               |
| Croacia HRT                 | Don't ever cry                 | Put                    | Dora 1993, 28-02-1993                    |
| Croacia HRT                 | No llores nunca                | Croata e Inglés        | Dora 1993, 28-02-1993                    |
| Dinamarca DR                | Under stjernerne på himlen     | Seebach Band           | Dansk Melodi Grand-Prix 1993, 03-04-1993 |
| Dinamarca DR                | Bajo las estrellas del cielo   | Danés                  | Dansk Melodi Grand-Prix 1993, 03-04-1993 |
| Eslovenia RTVSLO            | Tih deževen dan                | 1X Band                | EMA 1993, 27-02-1993                     |
| Eslovenia RTVSLO            | Un tranquilo día de lluvia     | Esloveno               | EMA 1993, 27-02-1993                     |
| España TVE                  | Hombres                        | Eva Santamaría         | Elección Interna                         |
| España TVE                  | -                              | Español                | Elección Interna                         |
| Finlandia YLE               | Tule luo                       | Katri Helena           | Euroviisut 1993, 06-03-1993              |
| Finlandia YLE               | Ven a mí                       | Finés                  | Euroviisut 1993, 06-03-1993              |
| Francia FT2                 | Mama Corsica                   | Patrick Fiori          | Elección Interna                         |
| Francia FT2                 | Mamá Córcega                   | Francés y Corso        | Elección Interna                         |
| Grecia ERT                  | Ellada, Hora Tu Fotos          | Katerina Garbi         | Elección Interna                         |
| Grecia ERT                  | Grecia, país de luz            | Griego                 | Elección Interna                         |
| Irlanda RTÉ                 | In Your Eyes'                  | Niamh Kavanagh         | National Song Contest 1993, 14-03-1993   |
| Irlanda RTÉ                 | En tus ojos                    | Inglés                 | National Song Contest 1993, 14-03-1993   |
| Islandia RÚV                | Þá veistu svarið               | Inga                   | Söngvakeppni 1993, 20-02-1993            |
| Islandia RÚV                | Entonces sabrás la respuesta   | Islandés               | Söngvakeppni 1993, 20-02-1993            |
| Israel IBA                  | Shiru                          | Lahakat Shiru          | Kdam Eurovision 1993, 01-04-1993         |
| Israel IBA                  | Cantad                         | Hebreo e Inglés        | Kdam Eurovision 1993, 01-04-1993         |
| Italia RAI                  | Sole d'Europa                  | Enrico Ruggeri         | Elección Interna                         |
| Italia RAI                  | Sol de Europa                  | Italiano               | Elección Interna                         |
| Luxemburgo CLT              | Donne-moi une chance           | Modern Times           | Elección Interna                         |
| Luxemburgo CLT              | Dame una oportunidad           | Francés e Luxemburgués | Elección Interna                         |
| Malta PBM                   | This Time                      | William Mangion        | Final Nacional, 13-03-1993               |
| Malta PBM                   | Esta vez                       | Inglés                 | Final Nacional, 13-03-1993               |
| Noruega NRK                 | Alle mine tankar               | Silje Vige             | Melodi Grand Prix 1993, 06-03-1993       |
| Noruega NRK                 | Todos mis pensamientos         | Noruego                | Melodi Grand Prix 1993, 06-03-1993       |
| Países Bajos NOS            | Vrede                          | Ruth Jacott            | Nationaal Songfestival 1993, 26-03-1993  |
| Países Bajos NOS            | Paz                            | Neerlandés             | Nationaal Songfestival 1993, 26-03-1993  |
| Portugal RTP                | A cidade (até ser dia)         | Anabela                | Festival da Canção 1993, 11-03-1993      |
| Portugal RTP                | La ciudad (antes del amanecer) | Portugués              | Festival da Canção 1993, 11-03-1993      |
| Reino Unido BBC             | Better the Devil You Know      | Sonia                  | A Song for Europe, 09-04-1993            |
| Reino Unido BBC             | Mejor lo malo conocido         | Inglés                 | A Song for Europe, 09-04-1993            |
| Suecia SVT                  | Eloise                         | Arvingarna             | Melodifestivalen 1993, 05-03-1993        |
| Suecia SVT                  | -                              | Sueco                  | Melodifestivalen 1993, 05-03-1993        |
| Suiza SSR SRG               | Moi, tout simplement           | Annie Cotton           | Final Nacional, 06-02-1993               |
| Suiza SSR SRG               | Simplemente yo                 | Francés                | Final Nacional, 06-02-1993               |
| Turquía TRT                 | Esmer yarim                    | Burak Aydos            | Final Nacional, 13-03-1993               |
| Turquía TRT                 | Mi morena                      | Turco                  | Final Nacional, 13-03-1993               |

## Resultados
Los primeros turnos de votaciones fueron muy disputados, primero Irlanda se ponía primera, luego lo hacía Bosnia - Herzegovina, -que se estrenaba en Eurovisión- y más tarde Suiza. A partir de la cuarta posición Irlanda y Noruega se posicionaron primeras en una ajustada carrera en empate, aunque Irlanda llevaba más ventajas en respecto a donaciones de '12 points', pero finalmente Noruega le sacó una ligera ventaja a los irlandeses consiguiendo así el liderazgo para el país escandinavo. Tras dos turnos en la primera posición, Reino Unido le arrebató la posición primera, llegando a sacar una ventaja considerable a sus inmediatos seguidores, Irlanda, Suiza y Noruega, finalmente tras 9 rondas en el liderazgo, Irlanda se hizo con el primer puesto, llegando hasta al final con su primer puesto. Finalmente Irlanda se hizo con su quinto triunfo, igualando a Francia y Luxemburgo en cuanto a triunfos eurovisivos, además fue el único país que fue votado por todos los países que votaron.
- En negrita, países clasificados para 1994. Aunque Italia se clasificó para el año siguiente, declinó participar, pasando a ocupar su puesto Chipre.

| #  | País                 | Intérprete(s)                         | Canción                      | Lugar | Puntos |
| -- | -------------------- | ------------------------------------- | ---------------------------- | ----- | ------ |
| 01 | Italia               | Enrico Ruggeri                        | «Sole d'Europa»              | 12    | 45     |
| 02 | Turquía              | Burak Aydos                           | «Esmer yarim»                | 21    | 10     |
| 03 | Alemania             | Münchener Freiheit                    | «Viel zu weit»               | 18    | 18     |
| 04 | Suiza                | Annie Cotton                          | «Moi, tout simplement»       | 3     | 148    |
| 05 | Dinamarca            | Seebach Band                          | «Under stjernerne på himlen» | 22    | 9      |
| 06 | Grecia               | Katerina Garbi                        | «Ellada, hora tou photos»    | 9     | 64     |
| 07 | Bélgica              | Barbara Dex                           | «Iemand als jij»             | 25    | 3      |
| 08 | Malta                | William Mangion                       | «This time»                  | 8     | 69     |
| 09 | Islandia             | Inga                                  | «Þá veistu svarið»           | 13    | 42     |
| 10 | Austria              | Tony Wegas                            | «Maria Magdalena»            | 14    | 32     |
| 11 | Portugal             | Anabela                               | «A cidade (até ser dia)»     | 10    | 60     |
| 12 | Francia              | Patrick Fiori                         | «Mama Corsica»               | 4     | 121    |
| 13 | Suecia               | Arvingarna                            | «Eloise»                     | 7     | 89     |
| 14 | Irlanda              | Niamh Kavanagh                        | «In your eyes»               | 1     | 187    |
| 15 | Luxemburgo           | Modern Times                          | «Donne-moi une chance»       | 20    | 11     |
| 16 | Eslovenia            | 1X Bands                              | «Tih deževen dan»            | 23    | 9      |
| 17 | Finlandia            | Katri Helena                          | «Tule luo»                   | 17    | 20     |
| 18 | Bosnia y Herzegovina | Fazla                                 | «Sva bol svijeta»            | 16    | 27     |
| 19 | Reino Unido          | Sonia                                 | «Better the devil you know»  | 2     | 164    |
| 20 | Países Bajos         | Ruth Jacott                           | «Vrede»                      | 6     | 92     |
| 21 | Croacia              | Put                                   | «Don't ever cry»             | 15    | 31     |
| 22 | España               | Eva Santamaría                        | «Hombres»                    | 11    | 58     |
| 23 | Chipre               | Kyriakos Zympoulakis & Dimos Van Beke | «Mi stamatas»                | 19    | 17     |
| 24 | Israel               | Lahakat Shiru                         | «Shiru»                      | 24    | 4      |
| 25 | Noruega              | Silje Vige                            | «Alle mine tankar»           | 5     | 120    |

## Tabla de votaciones
Cada país otorgaba a través de un jurado de 16 miembros, desde 12, 10, 8, 7, 6, 5, 4, 3, 2 a 1 puntos a sus 10 canciones favoritas.
| | Resultados |    |    |    |    |    |    |    |    |    |    |    |    |    |    |    |    |    |    |    |    |    |    |    |    |    |
| |            |    |    |    |    |    |    |    |    |    |    |    |    |    |    |    |    |    |    |    |    |    |    |    |    |    |
| Italia | 45         |    |    |    | 1  |    |    |    | 7  |    |    | 10 | 5  |    |    | 10 |    | 8  |    |    | 2  |    | 2  |    |    |    |
| Turquía | 10         |    |    |    |    |    |    |    |    | 1  |    |    |    |    |    |    |    |    | 2  |    |    | 1  | 6  |    |    |    |
| Alemania | 18         | 8  |    |    | 2  | 3  |    |    |    |    |    |    |    |    | 4  |    |    |    |    |    | 1  |    |    |    |    |    |
| Suiza | 148        | 10 |    | 12 |    | 10 | 7  | 8  | 5  | 4  | 6  | 1  | 12 | 6  | 7  | 12 | 8  | 4  |    | 10 | 8  | 2  | 3  | 6  | 4  | 3  |
| Dinamarca | 9          |    |    |    |    |    |    |    |    |    |    |    |    | 1  |    | 3  |    |    | 5  |    |    |    |    |    |    |    |
| Grecia | 64         | 2  | 2  | 2  |    |    |    |    | 6  |    |    |    | 7  |    |    |    |    | 6  |    |    | 5  |    | 8  | 12 | 7  | 7  |
| Bélgica | 3          |    |    | 3  |    |    |    |    |    |    |    |    |    |    |    |    |    |    |    |    |    |    |    |    |    |    |
| Malta | 69         | 7  | 5  | 4  | 7  | 5  | 5  |    |    |    | 4  | 2  | 2  | 4  | 2  |    |    |    | 4  | 6  |    | 4  | 4  | 1  | 3  |    |
| Islandia | 42         |    |    |    |    | 4  | 4  |    |    |    | 1  |    |    | 7  | 1  |    | 5  |    |    | 2  | 7  | 5  |    | 2  | 2  | 2  |
| Austria | 32         |    | 4  |    |    |    | 1  | 3  |    |    |    |    | 3  |    | 6  |    |    |    | 12 | 3  |    |    |    |    |    |    |
| Portugal | 60         |    |    | 1  |    | 1  | 2  |    |    | 2  | 5  |    | 8  | 2  |    | 4  |    | 2  |    | 1  | 12 |    | 12 | 3  |    | 5  |
| Francia | 121        |    | 7  |    | 4  | 12 | 3  |    |    | 8  | 7  | 12 |    | 8  | 10 | 6  | 4  | 1  |    | 4  | 3  | 8  |    | 10 | 8  | 6  |
| Suecia | 89         |    |    | 8  | 8  | 7  |    | 10 |    | 7  | 10 | 4  |    |    |    | 5  | 6  | 7  |    | 7  |    |    |    |    | 10 |    |
| Irlanda | 187        | 12 | 1  | 5  | 12 | 6  | 6  | 2  | 12 | 3  | 8  | 6  | 10 | 12 |    | 7  | 12 | 3  | 8  | 12 | 10 | 6  | 10 | 7  | 5  | 12 |
| Luxemburgo | 11         |    |    |    |    |    |    |    | 10 |    |    |    |    |    |    |    | 1  |    |    |    |    |    |    |    |    |    |
| Eslovenia | 9          | 4  |    |    |    |    |    |    | 1  |    |    |    |    | 3  |    |    |    |    | 1  |    |    |    |    |    |    |    |
| Finlandia | 20         |    | 3  |    |    |    | 8  |    | 2  | 5  |    |    |    |    |    | 2  |    |    |    |    |    |    |    |    |    |    |
| Bosnia y Herzegovina                                                                                           | 27         | 3  | 12 |    |    |    |    | 1  | 4  |    |    |    | 4  |    | 3  |    |    |    |    |    |    |    |    |    |    |    |
| Reino Unido | 164        | 1  | 8  | 6  | 5  | 8  |    | 12 |    | 12 | 12 | 7  | 6  | 10 | 8  | 8  | 10 | 5  | 3  |    | 4  | 10 | 5  | 4  | 12 | 8  |
| Países Bajos                                                                                                   | 92         | 6  | 6  | 7  |    |    |    | 7  | 3  | 6  | 3  |    |    | 5  | 12 |    | 7  |    | 10 |    |    | 3  | 7  |    |    | 10 |
| Croacia | 31         |    |    |    | 3  |    |    | 4  |    |    |    | 5  |    |    |    |    |    |    |    | 8  |    |    | 1  |    | 6  | 4  |
| España | 58         | 5  |    |    | 6  |    |    | 5  | 8  |    | 2  |    |    |    |    |    | 2  | 10 | 6  |    |    | 7  |    | 5  | 1  | 1  |
| Chipre | 17         |    |    |    |    | 2  | 10 |    |    |    |    |    |    |    |    |    |    |    |    | 5  |    |    |    |    |    |    |
| Israel | 4          |    |    |    |    |    |    |    |    |    |    | 3  | 1  |    |    |    |    |    |    |    |    |    |    |    |    |    |
| Noruega | 120        |    | 10 | 10 | 10 |    | 12 | 6  |    | 10 |    | 8  |    |    | 5  | 1  | 3  | 12 | 7  |    | 6  | 12 |    | 8  |    |    |
| La tabla está ordenada según el orden de aparición. Por problemas técnicos, Malta fue el último país en votar. |            |    |    |    |    |    |    |    |    |    |    |    |    |    |    |    |    |    |    |    |    |    |    |    |    |    |

### Máximas puntuaciones
Tras la votación los países que recibieron 12 puntos (máxima puntuación que podía otorgar el jurado) fueron:
| N. | A                    | De                                                            |
| -- | -------------------- | ------------------------------------------------------------- |
| 7  | Irlanda              | Italia, Suiza, Suecia, Eslovenia, Reino Unido, Noruega, Malta |
| 4  | Reino Unido          | Bélgica, Islandia, Austria, Israel                            |
| 3  | Noruega              | Grecia, Finlandia, Croacia                                    |
| 3  | Suiza                | Alemania, Francia, Luxemburgo                                 |
| 2  | Francia              | Dinamarca, Portugal                                           |
| 2  | Portugal             | Países Bajos, España                                          |
| 1  | Austria              | Bosnia y Herzegovina                                          |
| 1  | Bosnia y Herzegovina | Turquía                                                       |
| 1  | Grecia               | Chipre                                                        |
| 1  | Países Bajos         | Irlanda                                                       |

## Jurado español
Estaba presentado por Ángeles Martín y compuesto por la estudiante Cristina Pons, el médico Juan Ribera, la presentadora de televisión Arantxa de Benito, el cantante Sergio Blanco, la cantante Estíbaliz Uranga, el escritor y crítico de cine Manel Quinto, la cantante Rosita Ferrer, el deportista Antonio Rebollo, la cantante Concha Márquez Piquer, el estudiante René Dechamps, la bailarina Rosi Nsue, el presidente de Special Olympics España Francesc Martínez de Foix, la actriz María Luisa San José, el compositor Bernardo Bonezzi, la guionista de televisión y radio Annabelle Aramburu y el productor de cine y publicidad Miguel Ángel Bermejo. Actuó como presidente Enric Frigola, director de programas de TVE en Cataluña. El notario fue José Manuel de la Cruz Lagunero, el secretario fue Javier González y la portavoz, María Ángeles Balañac.